# Manchester Trophy 1997
Il Manchester Trophy 1997 è stato un torneo di tennis facente parte della categoria ATP Challenger Series nell'ambito dell'ATP Challenger Series 1997. Il torneo si è giocato a Manchester in Gran Bretagna dal 14 al 20 luglio 1997 su campi in erba.

## Vincitori

### Singolare
Oscar Burrieza-Lopez ha battuto in finale  Stefano Pescosolido con il punteggio di 7–6, 2–6, 6–1

### Doppio
Mark Petchey /  Danny Sapsford hanno battuto in finale  Noam Behr /  Filippo Veglio con il punteggio di 6–3, 6–7, 7–6